# رفعت الهادي
رفعت الهادي (1963-) مخرج مسرحي سوري وعضو نقابة الفنانين . بدأ عمله المسرحي بتأسيس فرقة «حكايا» للفنون المسرحية، كتب وأخرج العديد من الأعمال المسرحية.

## أعماله
قدم إلى الآن ما يزيد عن 60 عملاً مسرحياً منها:
- دكتور بالأجرة

- آه يا بلد. 1992
- حكاية سفر 1993
- في المدينة 2004
- السمكة الذهبية
- قالت العنقاء أن اصعد في اللهب، تينسي ويليامز، إخراج رفعت الهادي 2003
- نرجع كالريح
- شيطان بذاكرة ملاك

### أعماله المسرحية
- من أعمال الفرقة (تجمع فرقة حكايا)
- اسم المسرحية     تأليف إخراج   السنة
- دكتور بالأجرة
- دخان الاقبية    يوسف مقدسي
- رحلتنا في...؟ تأليف وإخراج رفعت الهادي  1992
- عفوا ايها الاجداد، نبيل بدران، رفعت الهادي     1993
- لحظة لو سمحت، تأليف وإخراج رفعت الهادي 1994
- الخزان العظيم     بيتر ترسون     1995
- حكاية سفر ، تأليف وإخراج رفعت الهادي   1996
- آه يابلد...! تأليف واخراج  رفعت الهادي   1997
- صانع التوابيت، مؤنس حامد،        1998
- كاليجولا ، ألبير كامو  اعداد واخراج رفعت الهادي 1999
- أحلام الموتى ، عبد الفتاح قلعجي       2001
- في المدينة  إعداد وإخراج رفعت الهادي  2002
- الابتر  عبد الفتاح قلعجي.إعداد وإخراج رفعت الهادي 2003
- الاستيقاظ، داريوفو وفرانكا راميه. إخراج رفعت الهادي، سينوغرافيا أكرم حمزة تمثيل رانيا الخطيب الصفدي 2004
- العنقاء، تنيسي ويليامز، إخراج رفعت الهادي، تمثيل ثائر حديفة، رانيا الخطيب الصفدي.... مزهر 2005
- الكوميديا الإنسانية، وليم سارويان، 2006
- السمكة الذهبية،  سلام اليماني، رفعت الهادي 2006
- امرأة وحيدة، داريوفو وفرانكاراميه، إخراج رفعت الهادي، سينوغرافيا أكرم حمزة 2006
- شيطان بذاكرة ملاك ، جواد الشوفي،  2007
- حديث الفراغ ، مالك قرقوط، 2008
- الاميرة والفقير، سلام اليماني 2010
- الوسام، سلام اليماني         2011
- الإنسان التيس، سلام اليماني 2012
- الدجاجة النائمة، سلام اليماني. 2013
- أرض الحرية، عهد مراد 2013
- أحوال……                      . 2015
- اوراق من دفتر اليوميات
- المتسول، هيثم ابوسعيد     2013
- العرس، أسامة نور وكناز أبو سعدة،
- هو هي
- محفوظات لقبر محترق.